# Lirceus lineatus
Lirceus lineatus är en kräftdjursart som först beskrevs av Thomas Say 1818.  Lirceus lineatus ingår i släktet Lirceus och familjen sötvattensgråsuggor. Inga underarter finns listade i Catalogue of Life.